# Milenko Milošević
Milenko Milošević (Zvornik, 13 november 1976) is een voetballer afkomstig uit Bosnië en Herzegovina. Zijn positie is die van verdedigende middenvelder. Niet de meest technisch verfijnde speler, maar hij koppelt dit met inzet en werkkracht. Werd aangetrokken door Cercle Brugge in 2003 na een tip van Georges Leekens, na net getest te hebben bij Excelsior Moeskroen. Milošević was zeer blessuregevoelig en daardoor jaarlijks goed voor meerdere weken blessureleed. Desondanks was hij toch zeer geliefd bij het Cercle-publiek. In januari 2008 werd hij tot het einde van het seizoen uitgeleend aan KV Oostende. Op het einde van dat seizoen was hij einde contract bij Cercle en zijn contract werd niet meer verlengd.
Omdat hij daarna niet meteen een nieuwe club vond, speelde hij voor KBS Poperinge (Vierde klasse A) waar hij een contract tekende voor het volledige seizoen 2008-2009. In januari 2009 keerde hij terug naar zijn geboortestad waar hij tekende voor FK Drina Zvornik.
Milošević speelde 2 interlands voor Bosnië en Herzegovina.

## Statistieken
| seizoen | club               | land                  | competitie         | wed. | goals |
| ------- | ------------------ | --------------------- | ------------------ | ---- | ----- |
| 1988    | Zvornik Trnovica   | Bosnië en Herzegovina | NB                 | NB   | NB    |
| 1996-98 | FK Loznica         | Joegoslavië           | NB                 | NB   | NB    |
| 1998-00 | Rode Ster Belgrado | Joegoslavië           | Meridian Superliga | NB   | NB    |
| 2000-03 | FK Sutjeska Nikšić | Joegoslavië           | Meridian Superliga | NB   | NB    |
| 2003/04 | Cercle Brugge      | België                | Jupiler League     | 24   | 1     |
| 2004/05 | Cercle Brugge      | België                | Jupiler League     | 21   | 0     |
| 2005/06 | Cercle Brugge      | België                | Jupiler League     | 19   | 1     |
| 2006/07 | Cercle Brugge      | België                | Jupiler League     | 14   | 0     |
| 2007/08 | Cercle Brugge      | België                | Jupiler League     | 0    | 0     |
| 2007/08 | KV Oostende        | België                | Tweede klasse      | 0    | 0     |